# Unité urbaine de Douai-Lens
L'unité urbaine de Douai-Lens désigne, selon l'Insee, l'ensemble des communes ayant une continuité de bâti autour des villes de Douai, Lens, Liévin et Hénin-Beaumont. 

## Données générales
Selon le zonage établie par l'INSEE en 2010, l'unité urbaine de Douai-Lens regroupait 67 communes, 24 dans le Nord et 43 dans le Pas-de-Calais.
Dans le nouveau zonage de 2020, le périmètre de 67 communes est conservé.
En 2022, elle rassemblait 505 515 habitants, ce qui la place au second rang de la région Hauts-de-France, après l'unité urbaine de Lille (partie française).
Au niveau national, elle se situe au 10e rang, après l'unité urbaine de Toulon (9e rang national), et avant l'unité urbaine de Strasbourg (partie française) (11e rang national).

Agglomérations de plus de 100000 habitants en France en 2022.

Le tableau suivant détaille la répartition de l'unité urbaine sur les départements du Nord et du Pas-de-Calais (les pourcentages sont relatifs à chacun des départements) :
| Département   | Communes | Communes (%) | Superficie (km²) | Superficie (%) | Population (2022) | Population (%) |
| ------------- | -------- | ------------ | ---------------- | -------------- | ----------------- | -------------- |
| Nord          | 24       | 3,7          | 161,82           | 2,82           | 149 777           | 5,72           |
| Pas-de-Calais | 43       | 4,83         | 323,37           | 4,82           | 355 738           | 24,36          |

## Composition 2020 de l'unité urbaine
Elle est composée des 67 communes suivantes :
| Nom                    | Code Insee | Département   | Statut       | Superficie (km2) | Population (dernière pop. légale) | Densité (hab./km2) | Modifier                                    |
| ---------------------- | ---------- | ------------- | ------------ | ---------------- | --------------------------------- | ------------------ | ------------------------------------------- |
| Douai                  | 59178      | Nord          | ville-centre | 16,88            | 39 833 (2022)                     | 2 360              | modifier les données · modifier les données |
| Hénin-Beaumont         | 62427      | Pas-de-Calais | ville-centre | 20,72            | 25 764 (2022)                     | 1 243              | modifier les données · modifier les données |
| Lens                   | 62498      | Pas-de-Calais | ville-centre | 11,70            | 32 697 (2022)                     | 2 795              | modifier les données · modifier les données |
| Liévin                 | 62510      | Pas-de-Calais | ville-centre | 12,83            | 30 113 (2022)                     | 2 347              | modifier les données · modifier les données |
| Ablain-Saint-Nazaire   | 62001      | Pas-de-Calais | banlieue     | 9,85             | 1 966 (2022)                      | 200                | modifier les données · modifier les données |
| Aix-Noulette           | 62019      | Pas-de-Calais | banlieue     | 10,44            | 3 915 (2022)                      | 375                | modifier les données · modifier les données |
| Angres                 | 62032      | Pas-de-Calais | banlieue     | 4,82             | 4 719 (2022)                      | 979                | modifier les données · modifier les données |
| Anhiers                | 59007      | Nord          | banlieue     | 1,71             | 895 (2022)                        | 523                | modifier les données · modifier les données |
| Annay                  | 62033      | Pas-de-Calais | banlieue     | 4,33             | 4 544 (2022)                      | 1 049              | modifier les données · modifier les données |
| Auby                   | 59028      | Nord          | banlieue     | 7,12             | 7 171 (2022)                      | 1 007              | modifier les données · modifier les données |
| Avion                  | 62065      | Pas-de-Calais | banlieue     | 13,04            | 17 571 (2022)                     | 1 347              | modifier les données · modifier les données |
| Billy-Montigny         | 62133      | Pas-de-Calais | banlieue     | 2,71             | 8 027 (2022)                      | 2 962              | modifier les données · modifier les données |
| Bois-Bernard           | 62148      | Pas-de-Calais | banlieue     | 3,97             | 833 (2022)                        | 210                | modifier les données · modifier les données |
| Brebières              | 62173      | Pas-de-Calais | banlieue     | 10,80            | 5 210 (2022)                      | 482                | modifier les données · modifier les données |
| Bully-les-Mines        | 62186      | Pas-de-Calais | banlieue     | 7,66             | 12 172 (2022)                     | 1 589              | modifier les données · modifier les données |
| Carvin                 | 62215      | Pas-de-Calais | banlieue     | 21,03            | 17 966 (2022)                     | 854                | modifier les données · modifier les données |
| Corbehem               | 62240      | Pas-de-Calais | banlieue     | 2,60             | 2 268 (2022)                      | 872                | modifier les données · modifier les données |
| Courcelles-lès-Lens    | 62249      | Pas-de-Calais | banlieue     | 5,56             | 8 015 (2022)                      | 1 442              | modifier les données · modifier les données |
| Courchelettes          | 59156      | Nord          | banlieue     | 1,67             | 2 868 (2022)                      | 1 717              | modifier les données · modifier les données |
| Courrières             | 62250      | Pas-de-Calais | banlieue     | 8,63             | 10 160 (2022)                     | 1 177              | modifier les données · modifier les données |
| Cuincy                 | 59165      | Nord          | banlieue     | 7,01             | 6 499 (2022)                      | 927                | modifier les données · modifier les données |
| Dechy                  | 59170      | Nord          | banlieue     | 9,27             | 5 343 (2022)                      | 576                | modifier les données · modifier les données |
| Dourges                | 62274      | Pas-de-Calais | banlieue     | 10,48            | 6 068 (2022)                      | 579                | modifier les données · modifier les données |
| Drocourt               | 62277      | Pas-de-Calais | banlieue     | 3,40             | 2 952 (2022)                      | 868                | modifier les données · modifier les données |
| Éleu-dit-Leauwette     | 62291      | Pas-de-Calais | banlieue     | 1,17             | 2 815 (2022)                      | 2 406              | modifier les données · modifier les données |
| Esquerchin             | 59211      | Nord          | banlieue     | 5,34             | 902 (2022)                        | 169                | modifier les données · modifier les données |
| Estevelles             | 62311      | Pas-de-Calais | banlieue     | 2,54             | 2 002 (2022)                      | 788                | modifier les données · modifier les données |
| Évin-Malmaison         | 62321      | Pas-de-Calais | banlieue     | 4,57             | 4 657 (2022)                      | 1 019              | modifier les données · modifier les données |
| Flers-en-Escrebieux    | 59234      | Nord          | banlieue     | 7,11             | 5 533 (2022)                      | 778                | modifier les données · modifier les données |
| Fouquières-lès-Lens    | 62351      | Pas-de-Calais | banlieue     | 4,14             | 6 134 (2022)                      | 1 482              | modifier les données · modifier les données |
| Givenchy-en-Gohelle    | 62371      | Pas-de-Calais | banlieue     | 5,95             | 2 049 (2022)                      | 344                | modifier les données · modifier les données |
| Grenay                 | 62386      | Pas-de-Calais | banlieue     | 3,22             | 6 674 (2022)                      | 2 073              | modifier les données · modifier les données |
| Guesnain               | 59276      | Nord          | banlieue     | 4,05             | 4 645 (2022)                      | 1 147              | modifier les données · modifier les données |
| Harnes                 | 62413      | Pas-de-Calais | banlieue     | 10,76            | 12 264 (2022)                     | 1 140              | modifier les données · modifier les données |
| Lallaing               | 59327      | Nord          | banlieue     | 5,99             | 6 212 (2022)                      | 1 037              | modifier les données · modifier les données |
| Lambres-lez-Douai      | 59329      | Nord          | banlieue     | 8,81             | 4 902 (2022)                      | 556                | modifier les données · modifier les données |
| Lauwin-Planque         | 59334      | Nord          | banlieue     | 3,67             | 1 593 (2022)                      | 434                | modifier les données · modifier les données |
| Leforest               | 62497      | Pas-de-Calais | banlieue     | 6,22             | 7 120 (2022)                      | 1 145              | modifier les données · modifier les données |
| Lewarde                | 59345      | Nord          | banlieue     | 3,90             | 2 388 (2022)                      | 612                | modifier les données · modifier les données |
| Libercourt             | 62907      | Pas-de-Calais | banlieue     | 6,60             | 8 047 (2022)                      | 1 219              | modifier les données · modifier les données |
| Loison-sous-Lens       | 62523      | Pas-de-Calais | banlieue     | 3,55             | 5 202 (2022)                      | 1 465              | modifier les données · modifier les données |
| Loos-en-Gohelle        | 62528      | Pas-de-Calais | banlieue     | 12,70            | 6 850 (2022)                      | 539                | modifier les données · modifier les données |
| Mazingarbe             | 62563      | Pas-de-Calais | banlieue     | 10,29            | 8 164 (2022)                      | 793                | modifier les données · modifier les données |
| Méricourt              | 62570      | Pas-de-Calais | banlieue     | 7,53             | 11 651 (2022)                     | 1 547              | modifier les données · modifier les données |
| Moncheaux              | 59408      | Nord          | banlieue     | 4,97             | 1 683 (2022)                      | 339                | modifier les données · modifier les données |
| Montigny-en-Gohelle    | 62587      | Pas-de-Calais | banlieue     | 3,50             | 9 667 (2022)                      | 2 762              | modifier les données · modifier les données |
| Montigny-en-Ostrevent  | 59414      | Nord          | banlieue     | 5,42             | 4 588 (2022)                      | 846                | modifier les données · modifier les données |
| Noyelles-Godault       | 62624      | Pas-de-Calais | banlieue     | 5,45             | 5 949 (2022)                      | 1 092              | modifier les données · modifier les données |
| Noyelles-lès-Vermelles | 62626      | Pas-de-Calais | banlieue     | 2,53             | 2 278 (2022)                      | 900                | modifier les données · modifier les données |
| Noyelles-sous-Lens     | 62628      | Pas-de-Calais | banlieue     | 3,72             | 6 757 (2022)                      | 1 816              | modifier les données · modifier les données |
| Oignies                | 62637      | Pas-de-Calais | banlieue     | 5,52             | 10 260 (2022)                     | 1 859              | modifier les données · modifier les données |
| Ostricourt             | 59452      | Nord          | banlieue     | 7,60             | 6 014 (2022)                      | 791                | modifier les données · modifier les données |
| Pecquencourt           | 59456      | Nord          | banlieue     | 9,60             | 6 160 (2022)                      | 642                | modifier les données · modifier les données |
| Pont-à-Vendin          | 62666      | Pas-de-Calais | banlieue     | 2,01             | 3 099 (2022)                      | 1 542              | modifier les données · modifier les données |
| Râches                 | 59486      | Nord          | banlieue     | 4,87             | 2 644 (2022)                      | 543                | modifier les données · modifier les données |
| Raimbeaucourt          | 59489      | Nord          | banlieue     | 11,08            | 4 012 (2022)                      | 362                | modifier les données · modifier les données |
| Roost-Warendin         | 59509      | Nord          | banlieue     | 7,16             | 5 966 (2022)                      | 833                | modifier les données · modifier les données |
| Rouvroy                | 62724      | Pas-de-Calais | banlieue     | 6,42             | 8 675 (2022)                      | 1 351              | modifier les données · modifier les données |
| Sallaumines            | 62771      | Pas-de-Calais | banlieue     | 3,82             | 9 633 (2022)                      | 2 522              | modifier les données · modifier les données |
| Sin-le-Noble           | 59569      | Nord          | banlieue     | 11,53            | 15 916 (2022)                     | 1 380              | modifier les données · modifier les données |
| Souchez                | 62801      | Pas-de-Calais | banlieue     | 6,75             | 2 664 (2022)                      | 395                | modifier les données · modifier les données |
| Thumeries              | 59592      | Nord          | banlieue     | 7,03             | 4 102 (2022)                      | 583                | modifier les données · modifier les données |
| Vendin-le-Vieil        | 62842      | Pas-de-Calais | banlieue     | 10,67            | 8 596 (2022)                      | 806                | modifier les données · modifier les données |
| Vermelles              | 62846      | Pas-de-Calais | banlieue     | 10,39            | 4 729 (2022)                      | 455                | modifier les données · modifier les données |
| Vitry-en-Artois        | 62865      | Pas-de-Calais | banlieue     | 18,78            | 4 842 (2022)                      | 258                | modifier les données · modifier les données |
| Wahagnies              | 59630      | Nord          | banlieue     | 5,69             | 2 596 (2022)                      | 456                | modifier les données · modifier les données |
| Waziers                | 59654      | Nord          | banlieue     | 4,34             | 7 312 (2022)                      | 1 685              | modifier les données · modifier les données |

## Évolution démographique
L'évolution démographique ci-dessous concerne l'unité urbaine selon le zonage de 2020.
| 1968    | 1975    | 1982    | 1990    | 1999    | 2006    | 2011    | 2016    | 2022    |
| ------- | ------- | ------- | ------- | ------- | ------- | ------- | ------- | ------- |
| 561 534 | 547 391 | 533 985 | 526 891 | 518 100 | 511 782 | 508 070 | 503 575 | 505 515 |